# Cairo International Film Festival
Il Cairo International Film Festival, fondato nel 1976, è un festival cinematografico che si svolge ogni anno nella città di Il Cairo nel mese di novembre. È il primo festival di cinema internazionale organizzato in un paese arabo. Nel 2011 e nel 2013 il festival fu cancellato a causa di problemi economici e di instabilità politica.

## Albo d'oro

### Piramide d'oro al miglior film
| Anno | Film                                                      | Regista                    | Paese/i di produzione                             |
| ---- | --------------------------------------------------------- | -------------------------- | ------------------------------------------------- |
| 1991 | Attenti al ladro! (The Object of Beauty)                  | Michael Lindsay-Hogg       | Regno Unito · Stati Uniti                         |
| 1992 | Liúshǒu nǚshì                                             | Hu Xueyang                 | Cina                                              |
| 1993 | Ḥattā ʾišʿār ʾāḵar                                        | Rashid Masharawi           | Palestina · Paesi Bassi · Francia · Germania      |
| 1994 | Il colonnello Chabert (Le Colonel Chabert)                | Yves Angelo                | Francia                                           |
| 1995 | The Flor Contemplacion Story                              | Joel Lamangan              | Filippine                                         |
| 1996 | Tuffāḥa                                                   | Raafat El-Mihi             | Egitto                                            |
| 1997 | L'immagine del desiderio (La Femme de chambre du Titanic) | Juan José Bigas Luna       | Francia · Italia · Spagna                         |
| 1998 | Malli                                                     | Santosh Sivan              | India                                             |
| 1999 | Un dérangement considérable                               | Bernard Stora              | Francia                                           |
| 2000 | Yī shēng tànxi                                            | Feng Xiaogang              | Cina                                              |
| 2001 | Pauline & Paulette                                        | Lieven Debrauwer           | Belgio · Francia · Paesi Bassi                    |
| 2002 | Az utolsó blues                                           | Péter Gárdos               | Ungheria                                          |
| 2003 | O vasilias                                                | Nikos Grammatikos          | Grecia                                            |
| 2004 | Guardiani delle nuvole                                    | Luciano Odorisio           | Italia                                            |
| 2005 | Due madri per Eero (Äideistä parhain)                     | Klaus Härö                 | Finlandia · Svezia                                |
| 2006 | Fāngxiāng zhī lǚ                                          | Zhang Jiarui               | Cina                                              |
| 2007 | Giorni di guerra (L'Ennemi intime)                        | Florent Emilio Siri        | Francia                                           |
| 2008 | Retorno a Hansala                                         | Chus Gutiérrez             | Spagna                                            |
| 2009 | Postia pappi Jaakobille                                   | Klaus Härö                 | Finlandia                                         |
| 2010 | El shooq                                                  | Khaled El-Hagar            | Egitto                                            |
| 2012 | Rendez-vous à Kiruna                                      | Anna Novion                | Francia                                           |
| 2014 | Melborn                                                   | Nima Javidi                | Iran                                              |
| 2015 | Mediterranea                                              | Jonas Carpignano           | Italia · Francia · Stati Uniti · Germania · Qatar |
| 2016 | Mimosas                                                   | Oliver Laxe                | Spagna · Francia · Romania                        |
| 2017 | L'intrusa                                                 | Leonardo Di Costanzo       | Italia · Svizzera · Francia · Germania            |
| 2018 | Una notte di 12 anni (La noche de 12 años)                | Álvaro Brechner            | Spagna · Argentina · Francia                      |
| 2019 | Non sono più qui (Ya no estoy aquí)                       | Fernando Frías de la Parra | Messico                                           |